# کریستینا سرافینی
کریستینا سرافینی (ایتالیایی: Cristina Serafini؛ زادهٔ ۲۲ سپتامبر ۱۹۷۸) بازیگر اهل ایتالیا است.
از فیلم‌ها یا برنامه‌های تلویزیونی که وی در آن نقش داشته‌است، می‌توان به نیک و شر، روز مردگان: تبار، ایل دیوو، با یک نگاه، جسور و زیبا، روزهای زندگی ما، والس، روز محاصره: ۱۱ سپتامبر ۱۶۸۳ و بازی انتقام اشاره کرد.